# Paul Avrich
Paul Avrich (4 de agosto de 1931-16 de febrero de 2006) fue un profesor e historiador anarquista estadounidense. Enseñó en la Universidad de Queens durante la mayor parte de su vida y fue vital en preservar la historia del movimiento anarquista en Rusia y en los Estados Unidos.

## Biografía
Como hijo de una familia judía proveniente de Odesa, Avrich pudo viajar a la Unión Soviética como estudiante de intercambio en 1961 después de la visita a los Estados Unidos de Nikita Jruschov en 1959. Mientras que allí trabajaba en su tesis, The Russian Revolution and the Factory Committees, investigó la rebelión de Kronstadt y el papel de los anarquistas en la revolución rusa. Esta información permitió que produjera los primeros trabajos importantes sobre este tema.
Como profesor en el Queens College de la Universidad Municipal de Nueva York, intentó pasar a sus estudiantes un “afecto y un sentido de la solidaridad con los anarquistas como personas, más que como militantes” y fue descrito como “amigo de confianza” por muchos viejos anarquistas que él había conocido y entrevistado, salvando sus historias para la Historia.
Escribió extensamente sobre asuntos relacionados con el anarquismo, incluyendo libros sobre Nicola Sacco y Bartolomeo Vanzetti, la revuelta de Haymarket, y la rebelión de Kronstadt. Otros trabajos importantes incluyen una biografía de Voltairine de Cleyre, el Movimiento de Escuelas Modernas y Retratos de anarquistas. También corrigió la importante colección oral de historia, Voces anarquistas. Lo nominaron varias veces para el premio Pulitzer de historia, también habló regularmente en el Libertarian Book Club de Nueva York.
Donó su colección de casi 20 000 publicaciones y manuscritos anarquistas americanos y europeos del siglo XX a la Biblioteca del Congreso de Estados Unidos y a la CIRA (Centre International de Recherches sur l´Anarchisme). Falleció en 2006 enfermo de Alzheimer en el Hospital Monte Sinaí.